# Ringsheim
Ringsheim település Németországban, azon belül Baden-Württembergben. Lakosainak száma 2620 fő (2023. december 31.). Ringsheim Rust és Kappel-Grafenhausen községekkel határos.

## Népesség
A település népessége az elmúlt években az alábbi módon változott:
| Lakosok száma | 1776 | 2347 | 2384 | 2446 | 2525 | 2620 |
|               | 1975 | 2017 | 2019 | 2021 | 2022 | 2023 |